# Баалшалим I
Баалшалим I (Баалшиллем I; финик. Ba‘al-shalim — «воздаяние Баала») — царь Сидона (около 450—440/424 до н. э.).

## Биография
Баалшалим I известен из финикийской надписи, найденной в селении Бустан эш-Шейх, где находился храм бога Эшмуна. В надписи сообщается, что этот царь получил престол Сидона после смерти своего отца Йатанмилка. Правление Баалшалима I датируют второй половиной V века до н. э. Предполагается, что тот мог взойти на престол около 450 года и властвовать, по одним данным, до 440 года до н. э., а по другим, до 424 года до н. э. После смерти Баалшалима I власть над Сидоном унаследовал его сын Абдемон.
Вероятно, Баалшалим I первым из сидонских царей повелел выбивать на монетах свою монограмму. Вскоре это стало повсеместной практикой среди финикийских правителей. До того на изготовленных в Финикии монетах чеканили только монограммы её верховных правителей, монархов Ассирии, Нововавилонского царства и Ахеменидской державы. Основную массу сохранившихся от правления Баалшалима I монет составляют двойные шекели.